# Mount Burr
Mount Burr – miasto w Australii, w stanie Australia Południowa.